# Équipe du Brésil de football à la Coupe du monde 1954
Cet article relate le parcours de l’équipe du Brésil de football lors de la Coupe du monde de football 1954 organisée en Suisse du 16 juin au 4 juillet 1954. C'est la cinquième participation à une Coupe du Monde pour le Brésil.
Les Brésiliens seront éliminés en quart de finale par la Hongrie, à l'issue d'une rencontre très violente, surnommée a posteriori la Bataille de Berne.

## Qualification
Lors des qualifications dans la poule sud-américaine, le Brésil se qualifie aux dépens du Paraguay et du Chili, en remportant tous ses matchs.
| Rang | Équipe   | Pts     | J       | G       | N       | P       | Bp      | Bc      | Diff    |  | Résultats (▼ dom., ► ext.) |     |     |     |
| ---- | -------- | ------- | ------- | ------- | ------- | ------- | ------- | ------- | ------- |  | -------------------------- | --- | --- | --- |
| 1    | Brésil   | 8       | 4       | 4       | 0       | 0       | 8       | 1       | +7      |  | Brésil                     |     | 4-1 | 1-0 |
| 2    | Paraguay | 4       | 4       | 2       | 0       | 2       | 8       | 6       | +2      |  | Paraguay                   | 0-1 |     | 4-0 |
| 3    | Chili    | 0       | 4       | 0       | 0       | 4       | 1       | 10      | -9      |  | Chili                      | 0-2 | 1-3 |     |
| -    | Pérou    | Forfait | Forfait | Forfait | Forfait | Forfait | Forfait | Forfait | Forfait |  | Pérou                      |     |     |     |

## Coupe du monde

### Premier tour
Le Brésil est versé dans le groupe 1 comme tête de série, l'autre tête de série étant la France. Il bat le Mexique 5-0 le 16 juin, puis fait match nul 1-1 face à la Yougoslavie le 19 juin, un résultat suffisant pour se qualifier pour les quarts de finale.

### Quarts de finale
Le tirage au sort place le Brésil (qui a fini son groupe en tête à égalité avec la Yougoslavie) dans la partie haute du tableau des quarts de finale où il rencontre la Hongrie, première de la poule 2 et grande favorite du tournoi.
Le match, surnommé la « bataille de Berne », se déroule dans une atmosphère d'une rare violence,. Après presque chaque but, les joueurs viennent chambrer les supporters adverses, provoquant une certaine montée en tension entre les deux équipes. Nílton Santos et José Carlos Bauer sont expulsés pour « brutalités ». Le milieu brésilien Didi, lui, a frappé un joueur hongrois.
Le dernier but hongrois, marqué par Sándor Kocsis à quelques minutes de la fin et portant le score à 4-2, réduit à néant les espoirs des brésiliens qui sont éliminés aux portes des demi-finales. Des photographes et supporters brésiliens envahissent alors le terrain. Dans la confusion, des violences éclatent entre joueurs, supporteurs, journalistes, photographes ainsi que l'encadrement technique des deux équipes,. Ainsi, peu après leur défaite, les Auriverdes se dirigent vers les vestiaires hongrois et une bagarre générale éclate dans le tunnel,. Plusieurs membres de chaque équipe sont blessés, dont le sélectionneur hongrois Gusztáv Sebes.